# Daniel Friberg (Eisschnellläufer)
Daniel Friberg (* 10. Juli 1986 in Göteborg) ist ein ehemaliger schwedischer Eisschnellläufer.

## Werdegang
Sein Debüt im Weltcup lief er im Dezember 2005 in Turin. Der einzige Termin in der Saison mit Läufen über 1500 Meter und im Team. Hier belegte er über 1500 Meter Platz 29 in der B-Gruppe und im Team Platz 5.
In der Saison 2008/09 schaffte er den Sprung in die A-Gruppe über 1500 Meter. Mit Platz 18 in Heerenveen konnte er sein bestes Ergebnis über diese Distanz einbringen. Im Teamlauf gewann er mit Johan Röjler und Joel Eriksson Silber. Bei der Einzelstrecken-WM im kanadischen Richmond konnte Friberg den 19. Platz über 1500 Meter belegen. Das schwedische Trio holte im Teamlauf Silber. Die im ersten Paar gelaufene Zeit der drei konnte im weiteren Verlauf nur noch von den Niederländern unterboten werden. Friberg, Röjler und Eriksson gewannen damit die erste Medaille bei den Einzelstreckenweltmeisterschaften für Schweden.
2010 wechselte Friberg ins Team-CBA. Am 7. Januar 2011 gab Herbert Dijkstra während der Europameisterschaft 2011 bekannt, dass Friberg einen Unfall während des Trainings hatte. Am 25. Oktober 2011 kündigte Friberg daher seinen sofortigen Rücktritt vom Leistungssport an.

## Eisschnelllauf-Weltcup-Platzierungen
| Platzierung | 100 m | 500 m | 1000 m | 1500 m | 5000 m | 10000 m | Team |
| ----------- | ----- | ----- | ------ | ------ | ------ | ------- | ---- |
| 1. Platz    |       |       |        |        |        |         |      |
| 2. Platz    |       |       |        |        |        |         | 1    |
| 3. Platz    |       |       |        |        |        |         | 1    |
| Top 10      |       |       |        |        |        |         | 8    |

(Stand: Karriereende)